# Namco × Capcom
Namco × Capcom – japońska konsolowa jRPG wyprodukowana przez Monolith Soft i wydana przez Namco 26 maja 2005 roku.

## Rozgrywka
W Namco × Capcom zawartych zostało ponad 200 postaci pochodzących m.in. z sagi Street Fighter, Soul Calibur, Darkstalkers, Tekken oraz Ghosts ‘N Goblins. Akcja gry ma miejsce w XXI wieku w Japonii w Tokio. Gracz kieruje dwoma agentami Arisu Reiji i Xiaomu, podczas walk wzbogacają się oni o nowe doświadczenia. 

## Odbiór gry
Namco × Capcom uzyskał 28 punktów na 40 możliwych w japońskim magazynie Famitsu.
Po premierze była jedną z najlepiej sprzedających się gier w Japonii, liczba sprzedanych egzemplarzy wyniosła 87 223. Po sześciu miesiącach od premiery gra została sprzedana w 131 515 egzemplarzy.